# Jacinto de Pina de Loureiro
Jacinto de Pina de Loureiro (Lisboa, Santa Maria de Belém, 1715 - ?) foi um genealogista português.

## Biografia
Filho de António Gomes de Loureiro e de sua mulher Maria Capela, de Mazagão, neto paterno de Francisco de Loureiro, "o Velho" e de sua mulher Maria de Espinosa e neto materno de Paulo Gomes Luís de Carvalho e de sua mulher Catarina de Abreu, oriundo duma família de Mazagão, para onde seguiu em novo e onde serviu, regressou, depois, para o Algarve. -
estes dados estão errados, pois ele foi batizado como Hiacinto (Jacinto) a 22 de setembro de 1714 na Igreja da N.ª S.ª da Ajuda como filho de Francisco Gonçalves CaSis (Cassîs) que era então um dos merceeiros da Mercearia do Infante D. Luis (ou Mercearia de Baixo), e da sua segunda mulher D. Sebastiana das Neves moradores no então lugar de Belem da freguesia de N.ª S.ª da Ajuda (seu assento de batismo - imagem 286 em http://digitarq.arquivos.pt/viewer?id=4812348)
Foi Cavaleiro Fidalgo da Casa Real e Cavaleiro Professo da Ordem de Cristo. - Capitão de Infantaria no Regimento de Faro a 19 de setembro de 1765, quando já era também Cavaleiro do Hábito de Christo
Na segunda metade do século XVIII escreveu um Nobiliário de Famílias dos Reis de Portugal e outras Famílias do Reino em 27 Tomos, dos quais o 1.º está na Biblioteca da Academia das Ciências de Lisboa (Série Vermelha, N.º 223), o 13.º desapareceu e os restantes acham-se na Biblioteca Nacional de Portugal, em Lisboa (Arquivo da Família dos Botelhos de Nossa Senhora da Vida, N.º 42). Foi autor doutro, intitulado Famílias de Mazagão, em 5 Tomos, que está no mesmo local (Arquivo da Família dos Botelhos de Nossa Senhora da Vida, N.º 43).
Casou com Catarina das Neves, de Mazagão, filha de Domingos Lopes Ramos e de sua mulher (Tânger, 27 de Maio de 1647) Brites Fernandes Peres, neta paterna de Fernão Ramos e de sua mulher (Tânger, Sé, 18 de Janeiro de 1609) Catarina das Neves e neta materna de Martim Peres e de sua mulher Maria Rodrigues, com geração feminina. -
poderá ter casado primeiro com D. Catarina das Neves, mas casou de certeza antes de 1740 com D. Antonia Jacinta de Azevedo natural da Praça de Mazagão e da qual teve na freguesia de S. Pedro de Faro, onde viria a falecer a 27 de fevereiro de 1789 pelo menos 1 filha e 5 filhos (Anna a 3 de março de 1740, Lourenço, Francisco, Sebastião Antonio e Caetano Alberto de Loureiro a 23 de novembro de 1747).